# Макс и кошки
«Макс и кошки» — роман 1981 года бразильского писателя и врача Моасира Скляра. Впервые был опубликован на португальском, позже, в 1990, вышел английский перевод. Роман рассказывает историю Макса Шмидта, рождённого в 1912 году в Берлине и повзрослевшего как раз во время прихода к власти в Германии фашистов. Вынужденный бежать из страны из-за любовной связи с замужней женщиной, он пытался попасть в Бразилию на корабле. Корабль утопил капитан, чтобы получить страховку, и Макс оказался один на один с ягуаром в шлюпке. Макса спасли, и он попытался начать новую жизнь в Бразилии, но прошлое настигло его и там.
Роман получил второе дыхание после того, как канадский писатель Янн Мартел был удостоен Букеровской премии за свою книгу «Жизнь Пи». В «Жизни Пи» Мартел благодарил Скляра за «искру жизни», но позже признался, что сам роман не читал — только рецензию на него.

## Сюжет
Макс Шмидт растет на складе своего отца-тирана — торговца мехом, среди шкур лис, леопардов, норок, прячась от глаз чучела тигра, стоящего на шкафу. Там он мечтает о путешествиях в дальние края, и здесь же он впервые влюбляется в продавщицу магазина Фриду.
Макс вынужден бежать из фашистской Германии после того, как он и его друг, Харальд, имели связь с Фридой, чей муж и сдал их секретной полиции за неподобающее поведение. Герой бежит из страны на корабле «Германия», идущем в бразильский город Сантус. На корабле также плывут в клетках животные из зоопарка и несколько пассажиров. Капитан корабля участвует в страховой афере и топит корабль. Макс, понимая, что корабль тонет, находит шлюпку с провиантом и спускает её на воду. На следующий день солнце нещадно жарит его тело, и он понимает, что умрёт без укрытия. Он вскрывает большой ящик, упавший во время крушения в шлюпку, рассчитывая пересидеть в нём во время жары, но оттуда выпрыгивает какое-то животное. После столкновения Макс оказывается без сознания. Когда он открывает глаза, крик ужаса, эхом повторяющийся в воздухе, вырывается из его лёгких. На скамейке перед ним сидит ягуар.
Макс и ягуар дрейфуют вместе много дней, имея в запасе немного провианта, оставленного в шлюпке на случай крушения. Макс начинает ловить рыбу, чтобы ягуар не был голоден, и раздумывает о возможности приручить кошку. В один из дней к шлюпке подплывает акула, но ягуар ударом лапы отгоняет её, спасая их обоих. Макс, благодарный ягуару, обнимает его, но тут же отстраняется, понимая ужас возможной ситуации. В решающий момент Макс понимает, что не может больше оставаться один на один с ягуаром — сразу после того, как видит убийство чайки кошкой. Ягуар думает, видимо, о том же, и они оба бросаются друг на друга. Макс теряет сознание и, когда приходит в себя, узнаёт, что его спас бразильский корабль. Он спрашивает моряков о ягуаре, но они думают, что он бредит.
Макс удачно устраивается в Бразилии, но однажды видит человека в нацистской форме. Он опять бежит в горы, где становится достаточно успешным фермером, женится на местной женщине, у него рождается дочь. Но неожиданно нацист, от которого он бежал из Германии, покупает дом рядом с ним, прячась от правосудия. Макс понимает, что впервые в жизни он сам хозяин своей судьбы, и готов сделать шаг… После нескольких стычек с нацистом Макс убивает его. Отсидев пять лет в тюрьме, Макс возвращается на ферму и начинает разводить дорогих кошек.